# کاخ اوربلیانی
کاخ اوربلیانی (گرجی: ორბელიანის სასახლე یا اقامتگاه آتونلی (گرجی: ათონელის რეზიდენცია) از نوامبر ۲۰۱۸ محل اقامت رسمی رئیس‌جمهور گرجستان است. این مکان در خیابان آتونلی در مرکز تفلیس واقع شده است. این مکان زمانی خانه الیزابت اوربلیانی، شاعر گرجی و اولین زن دانشگاهی این کشور بود.